# Giusto d'Andrea
Pour les articles homonymes, voir D'Andrea.
Giusto d'Andrea (Florence, 1440 – 1498)  est un peintre italien de l'école florentine.

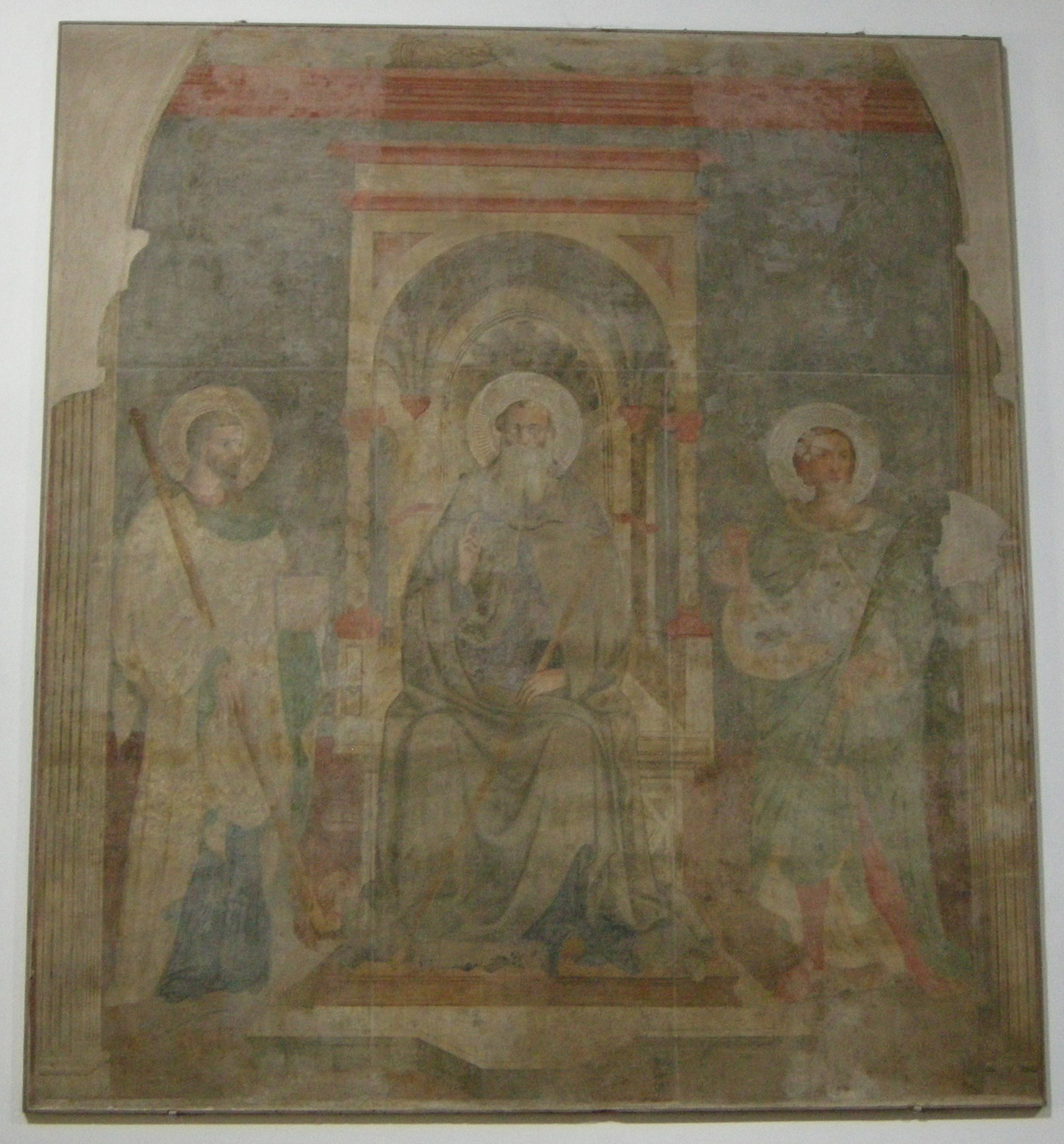
Sant'Antonio tra i santi Jacopo ed Egidio, Santa Maria a Peretola

## Biographie
Giusto d'Andrea est le fils du peintre Andrea di Giusto. Il a travaillé avec Benozzo Gozzoli et Neri di Bicci.
Ses œuvres comportent principalement des fresques qui se trouvent en partie à Certaldo (tabernacolo dei Giustiziati (it)) et à San Gimignano (Église Sant'Agostino de San Gimignano).
Il a laissé un journal intime dans lequel il parle de ses maîtres.
Giusto d'Andrea a écrit sur son journal que le travail à Certaldo est le dernier à côté de Besozzo Gozzoli : à partir du 1er mars 1465, il a pris en location un atelier de peinture de l'Ospedale di Santa Maria Nuova à Florence.
Pietro del Donzello a été son élève.

## Œuvres
- Sant'Antonio fra i Santi Jacopo ed Egidio (1446), fresque, église Santa Maria à Peretola, frazione de Florence..
- Vierge trônant avec quatre saints, musée civique, San Gimignano.
- Vierge à l'Enfant avec saints, Alte Pinakothek, Munich.

## Sources
- (it) Cet article est partiellement ou en totalité issu de l’article de Wikipédia en italien intitulé « Giusto d'Andrea » (voir la liste des auteurs).